# Lista över underkansler vid Kungl. Maj:ts Orden
Detta är en lista över Kungl. Maj:ts Ordens underkansler. Ämbetet upphörd 22 mars 1952.

## Underkansler
- 1785–1794: Thure Leonard Klinckowström
- 1794–1812: Magnus Stenbock
- 1812–: Carl Axel Löwenhielm
- 1818–: Gustaf Algernon Stierneld
- 1829–1837: Carl Gustaf Löwenhielm
- 1837–1858: Bernhard von Beskow
- 1861–1871: Gustaf Fredrik von Rosen
- 1871–1895: Adam Lewenhaupt
- 1895–1906: Nils Claës Brahe
- 1906–1912: Gustaf Toll
- 1923–1944: Adam Lewenhaupt
- 1945–1951: Eric Hallin
- 1951–1952: Nils Rudebeck

### Underkansler i Norge
- 1818–1823: Mathias Sommerhielm
- 1823–1825: Jonas Collett
- 1825–1839: Christian Adolph Diriks
- 1839: Poul Christian Holst